# 舍巴農場

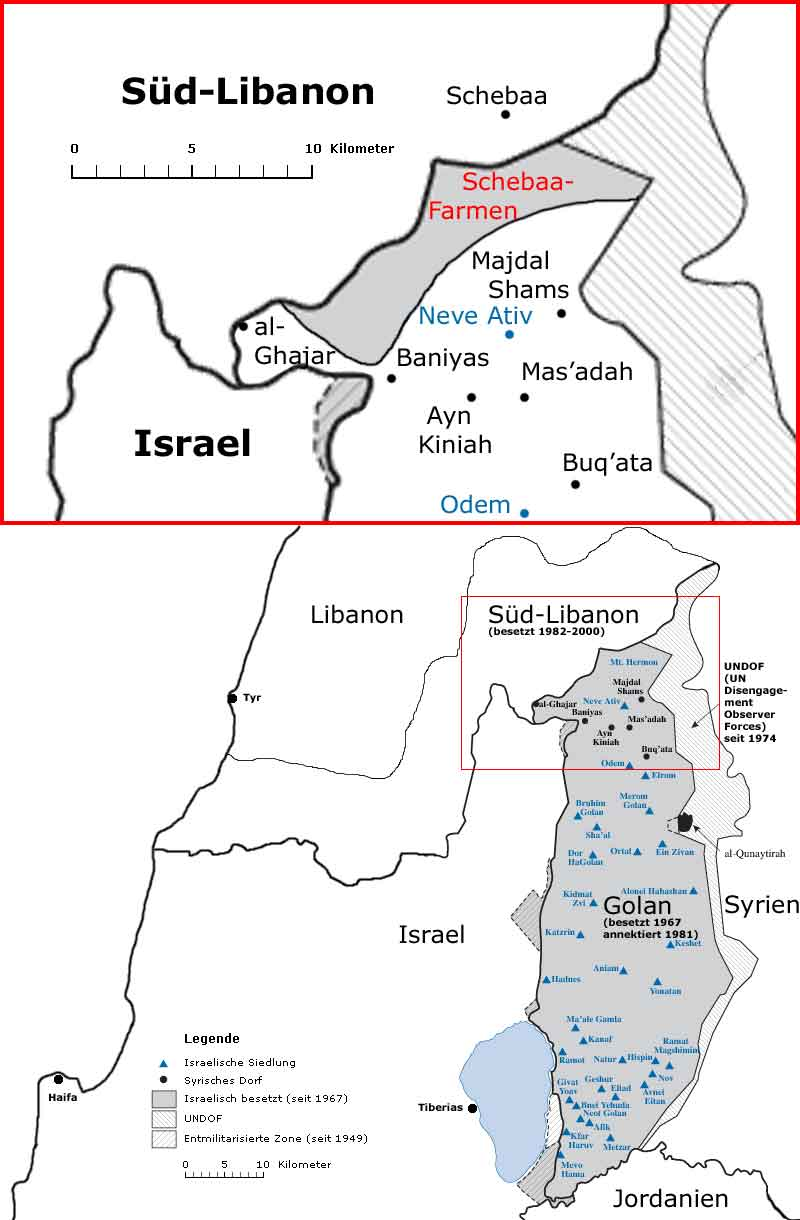
舍巴農場的地理位置

33°17′N 35°42′E / 33.283°N 35.700°E
舍巴農場（阿拉伯语：‎，希伯來語：‎，Havot Sheba'a 或 הר דוב，Har Do）是一個黎巴嫩村落，位於舍巴南方、戈蘭高地以北，在黑門山的西北面，叙利亞、黎巴嫩與以色列的交界。它約有14公里乘2.5公里，海拔150至1880米高，裡頭約有十二塊被廢棄的農地。

## 概況
這塊富饒的土地曾經種過大麥、水果與蔬菜。它的主權一直備受爭議，至今仍未確定它屬於黎巴嫩還是以色列從叙利亞佔領的戈蘭高地。
以色列在1967年的六日戰爭從叙利亞中佔領了它，以色列在2000年從南黎巴嫩撤軍後，仍然控制著這個地區。黎巴嫩把舍巴農場北面的山脊稱為卡夫舒巴山，而以色列則稱它為哈多夫。這個山脊有一部份在黎巴嫩境內，位於卡夫舒巴山的東面。
大部份舍巴農地的地主都住在無爭議的黎巴嫩境內的舍巴村，而且都沒有辦法再耕地。以色列和黎巴嫩真主黨多年來為了這個地區的主權起過很多的衝突。
前聯合國秘書長科菲·安南說過它的主權相當模糊：「黎巴嫩與叙利亞之間好像沒有任何簽過可以為這地方分界的國際邊界協定的記錄。」安南同意各方都應該採用1973年贖罪日戰爭劃定的邊界，先確定以色列已從黎巴嫩撤走，再等待劃定一條確實的邊界。
舍巴農場在1930年被劃定為受法國託管的叙利亞國土，在法國撤走後，就由叙利亞接手；歷史上所有的地圖也是這樣劃分。1964年，一個黎巴嫩－叙利亞的跨境委員會認為舍巴農場屬於黎巴嫩，並建議重新劃定國際國界。可是，沒有任何正式的行動下，所有地圖仍然把舍巴農場劃為叙利亞國土。2000年5月16日，叙利亞的外交部長艾沙拉，對安南證實叙利亞支持黎巴嫩對舍巴農場的主權。
以色列認為聯合國安理會要求叙利亞從南黎巴嫩撤軍的425決議並沒有包括舍巴農場。該決議要求以色列從1978年5月14日駐軍的地點撤出（藍線）。
2000年5月22日，以色列根據聯合國安理會第425号決議，完成了從南黎巴嫩的撤軍行動。聯合國亦證實了以色列的撤出。2005年1月20日，安理會對黎巴嫩的報告清楚地說明：「黎巴嫩政府對藍線在舍巴農場範圍內無效的說法，與安理會的決議並不相容。安理會已經承認藍線對於以色列根據425決議撤軍的合法性。黎巴嫩政府應該注意安理會對各方發出的，要求尊重藍線的合法性的請求。聯合國駐黎巴嫩臨時部隊的發言人哥基斯對BBC說：「在聯合國找到的所有地圖上，可以看到舍巴農場都屬於叙利亞國土。」